# Gianni Nunnari
Gianni Nunnari ist ein US-amerikanischer Filmproduzent und Executive Producer.

## Leben
Nunnari begann seine Karriere 1992 mit den beiden Filmen Eine ganz normal verrückte Familie und Man Trouble – Auf den Hund gekommen, bei denen er als Co-Executive Producer arbeitete. 1993 folgte das Drama Das Kartenhaus und 1995 Sieben, ein Film von David Fincher. Diesem ersten großen Film folgte 1996 From Dusk Till Dawn, bei dem Nunnari mit Robert Rodriguez und Quentin Tarantino zusammenarbeitete. Die beiden Fortsetzungsfilme From Dusk Till Dawn 2 – Texas Blood Money und From Dusk Till Dawn 3 – The Hangman’s Daughter wurden ebenfalls von ihm produziert. 2006 bekam er den Carmelo Rocca Award für seine Arbeit als Executive Producer an Martin Scorseses Departed – Unter Feinden und drehte 2007 mit Zack Snyder 300. Die Zusammenarbeit mit Scorsese belebte er 2010 erneut mit Shutter Island.

## Filmografie
Als Produzent
- 1996: From Dusk Till Dawn
- 1999: From Dusk Till Dawn 2 – Texas Blood Money (From Dusk Till Dawn 2: Texas Blood Money)
- 2000: From Dusk Till Dawn 3 – The Hangman’s Daughter (From Dusk Till Dawn 3: The Hangman’s Daughter)
- 2006: N (Ich und Napoleon) (N (Io e Napoleone))
- 2006: 300
- 2006: Departed – Unter Feinden (The Departed)
- 2009: Everybody’s Fine
- 2011: Krieg der Götter (Immortals)
- 2014: 300: Rise of an Empire
- 2024: Those About to Die

Als Executive Producer
- 1995: Sieben (Seven)
- 2005: O Casamento de Romeu e Julieta
- 2006: Departed – Unter Feinden (The Departed)
- 2010: Shutter Island

Als Co-Executive Producer
- 1992: Eine ganz normal verrückte Familie (Folks!)
- 1992: Man Trouble – Auf den Hund gekommen (Man Trouble)
- 1993: Das Kartenhaus (House of Cards)
- 1997: The Blackout
- 2004: Alexander

## Auszeichnungen
Gianni Nunnari erhielt 2006 den Carmelo Rocca Award für Departed – Unter Feinden